# Selvaggina

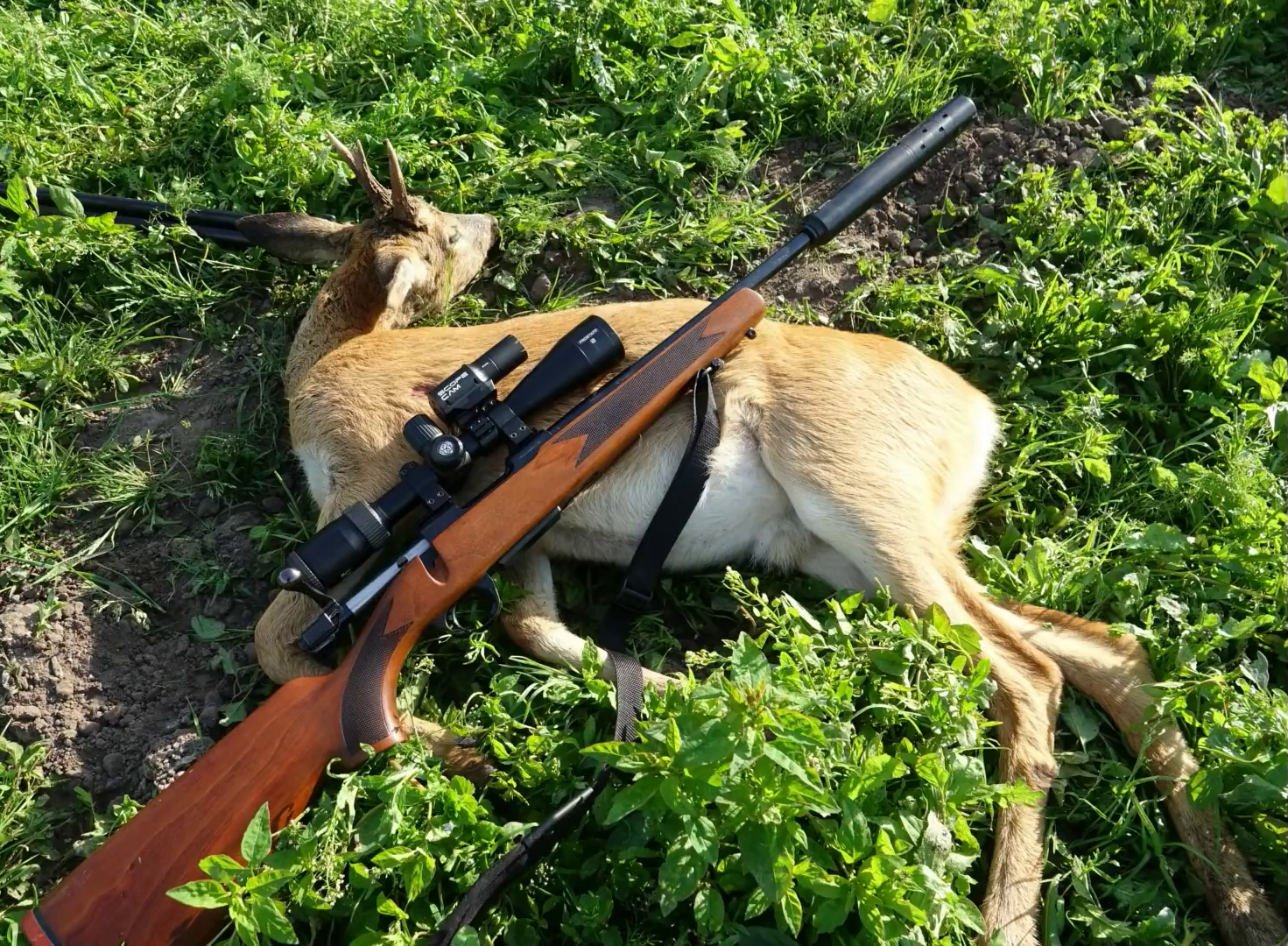
Cervo ucciso dopo una battuta di caccia

La selvaggina (o cacciagione) è costituita da ogni genere di fauna selvatica che è obiettivo dei cacciatori.